# Свопцион
Свопцион (англ. swaption) — производный финансовый инструмент, опцион на своп, контракт, дающий право его покупателю заключить сделку «своп» с оговорёнными параметрами, такими как длительность, частота расчетов и фиксированная ставка.
Как и другие опционы, свопцион предоставляет право на заключение в будущем контракта с оговорёнными сейчас условиями, но не обязывает это делать. Плата отражает изменчивость соблюдения оговорённых характеристик свопа в будущем. 

## Типы свопционов
Свопцион колл — свопцион, обеспечивающий право покупателю являться плательщиком по фиксированной ставке (фиксированному курсу); при этом ему будут платить по плавающей ставке.
Свопцион пут — свопцион, обеспечивающий право покупателю являться плательщиком по плавающей ставке (плавающему курсу); при этом ему будут платить по фиксированной ставке.
Свопцион страддл — свопцион, обеспечивающий покупателю право выбора являться ли плательщиком по плавающей или фиксированной ставке в будущем.
Если покупатель свопциона имеет потребность в будущем выступать в качестве покупателя актива (или валюты) с фиксированным курсом, при одновременном осуществлении встречной продажи аналогичного актива по плавающей ставке, то он может заключить свопцион колл, тем самым все риски полностью переложив на продавца свопциона. Если по какой-либо причине текущая плавающая ставка будет ниже, чем ранее оговорённый фиксированный курс покупки, то торговец будет терпеть убытки. Воспользовавшись свопционом, он будет получать фиксированную плату, которую отдаст по своим обязательствам, а полученную плавающую ставку он отдаст продавцу свопциона. Если же плавающая ставка будет выше фиксированной цены покупки, то торговец просто откажется от свопциона, так как подобные условия будут приносить ему прибыль.

## Условия контракта
Обычно покупателем и продавцом свопциона оговариваются следующие условия:
- премия (цена) свопциона (плата за возможность создать своп сделку в будущем по зафиксированной в договоре цене);
- ставка (фиксированная ставка базового свопа);
- дата, до которой действителен документ на вступление в сделку своп;
- дата основного свопа;
- сумма;
- дополнительные комиссии и отчисления;
- частота расчётов по платежам по основному свопу;
- категория свопциона (тип исполнения).

## Категория свопциона
В зависимости от частоты и характера как и когда можно вступить в сделку оговорённую в опционе (своп в данном случае), свопционы делятся на три категории:
- Американские (сделка, предоставляющая возможность заключить оговорённый своп в любой день из периода, оговорённого в условиях свопциона).
- Бермудские (сделка, предоставляющая возможность заключить оговорённый своп в строго заданные даты, обозначенные в условиях свопциона).
- Европейские (сделка, предоставляющая возможность заключить оговорённый своп только в один указанный в условиях договора день).

## Достоинства свопционов
- Покупатель свопциона получает возможность, но не обязательство вступить в своп, то есть конвертировать базовые процентные ставки из фиксированных в плавающие (и наоборот) на длительные периоды.
- Обычно сокращаются издержки обеих сторон.
- Процентные свопы открывают доступ к тем рынкам, которые иначе закрыты для участников, например из-за недостаточно высокого кредитного рейтинга [1].